# Partit Comunista dels Pobles d'Espanya
El Partit Comunista dels Pobles d'Espanya (en castellà Partido Comunista de los Pueblos de España) és un partit comunista marxista-leninista en l'àmbit de l'Estat Espanyol que es va fundar al "Congrés d'Unitat Comunista" de Madrid, celebrat els dies 13, 14 i 15 de desembre del 1984, per la fusió del Partido Comunista de España-Unificado (PCEU), el Movimiento de Recuperación del PCE (MRPCE), el Movimiento para la Recuperación y Unificación del PCE (MRUPCE), la Candidatura Comunista (CC) i altres grups menors, tots ells escindits del PCE en els darrers 15 anys per la deriva revisionista i eurocomunista del PCE.
A Catalunya el PCC (Partit dels Comunistes de Catalunya) el va agafar com a referent i al País Valencià es va anomenar Partit Comunista del Poble Valencià; més tard el PCPE i el PCC van trencar per les tesis reformistes d'aquest últim i es va fundar el Partit Comunista del Poble Català (PCPC). El 1987 el PCPE es va incorporar a Izquierda Unida però per poc temps. Les seves revistes són i Unidad y Lucha i l'òrgan teòric Propuesta Comunista.
La secció juvenil són els Joventut Comunista dels Pobles d'Espanya (JCPE). La bandera és vermella amb la falç i el martell i un estel buit, amb les lletres PCPE, que canvien a algunes nacions de l'estat espanyol (per exemple a Catalunya PCPC, a Andalusia PCPA, a Euskadi i Nafarroa PCPE-Euskal Komunistak, a Castella PCPC o a Astúries PCPE-Astúries).

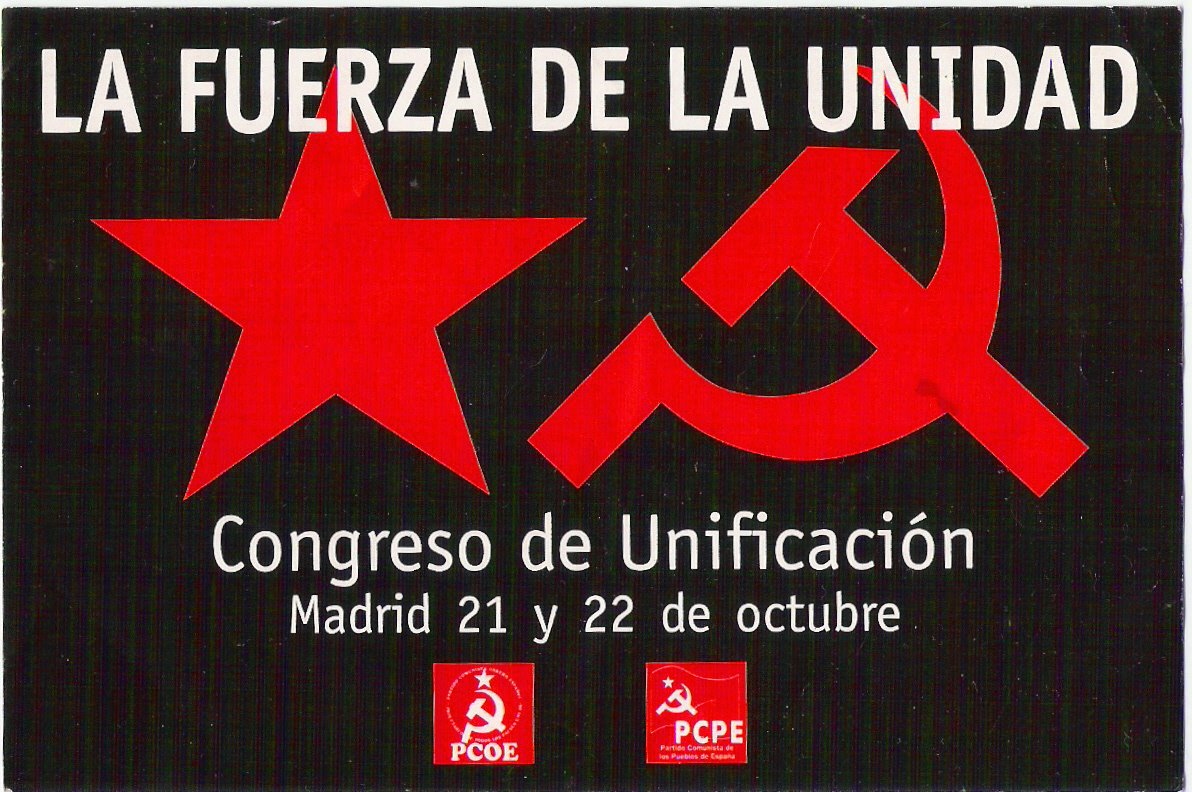
Cartell del Congrés d'Unificació entre el PCPE i el PCOE, celebrat el 2000 a Madrid

## Història

### Primers anys
Després de la crisi oberta en el si del Partit Comunista d'Espanya després del fracàs electoral en les eleccions generals de 1982, el sector prosoviètic del PCE, liderat per Ignacio Gallego, va promoure la celebració d'un «Congrés d'Unitat dels Comunistes». Gallego, expulsat a final de 1983 del PCE, va ser triat secretari general del nou Partit Comunista (PC), nascut d'aquest congrés que va tindre lloc a Madrid entre el 13 i el 15 de gener de 1984. En ell van participar, a més del sector prosoviètic escindit del PCE, el Partit dels Comunistes de Catalunya, el Partit Comunista d'Espanya Unificat, el Moviment per a la Recuperació del PCE, el Moviment per a la Reconstrucció i Recuperació del PCE i les Cèl·lules Comunistes. El nou PC (denominat col·loquialment per a diferenciar-ho del PCE com a «pe ce punt») va nàixer amb uns deu mil militants i va ser reconegut pel Partit Comunista de la Unió Soviètica i els partits comunistes dels països del Pacte de Varsòvia.
Aquest procés va ser posterior al viscut en el si del Partit Socialista Unificat de Catalunya referent del PCE a Catalunya 1981 i que es va saldar amb l'expulsió del sector prosoviètic encapçalat per Pere Ardiaca i la fundació del Partit dels Comunistes de Catalunya. Entre 1984 i 1986 el PCC seria el referent català del PC fins que se'n va separar per divergències polítiques i tàctiques.
El gener de 1986, després d'una pugna judicial amb el PCE, el PC es va veure obligat a canviar la denominació per la de Partit Comunista dels Pobles d'Espanya (PCPE). L'abril d'eixe mateix any va participar en la fundació de la coalició Esquerra Unida, i va participar en les seues llistes electorals en els comicis generals d'eixe any i municipals, autonòmics i europeus de 1987. A les eleccions generals de 1986, Ignacio Gallego va ser elegit diputat per Màlaga com a cap de llista de IU.
A final de 1988 començava a prendre força el sector que reivindica el reingrés en el PCE. Al setembre van ser expulsats quinze dels vint-i-cinc membres del Comité Regional de Madrid i al novembre va ser destituït el president Ignacio Gallego, que s'havia mostrat favorable a un procés de volta al PCE. El gener de 1989 es va celebrar un Congrés Extraordinari en què el sector de Gallego es va reincorporar en el PCE, junt amb uns vuit mil militants, 48 membres del Comité Central i la majoria de càrrecs públics del PCPE. S'hi va quedar el sector encapçalat pel seu secretari general, Juan Ramos Camarero, que va abandonar IU. Des de llavors va ser una formació política sense gaire pes en la política espanyola. Esta situació coincidiria a més en el temps amb la crisi i dissolució dels règims socialistes d'Europa oriental i de la Unió Soviètica i van perdre tot el suport polític i financer que subministraven.

### Segle XXI
El 2000 es va celebrar a Madrid el Congrés d'Unificació entre el PCPE i un nucli de València del Partit Comunista Obrer Espanyol (PCOE) fundat per Enrique Líster el 1973, que en la pràctica va suposar la integració del segon en el primer, que va mantindre intacta la seua denominació.
En els últims anys el PCPE ha realitzat un acostament a partits nacionalistes a Galícia, Astúries, Castella i Lleó, Andalusia i Canàries que en general ha acabat en desavinences: entrada i posterior eixida del Partit Comunista del Poble Castellano (nom del PCPE a part de Castella i Lleó) en Esquerra Castellana; creacions de coalicions electorals a Astúries i Andalusia (amb la integració del Partit Comunista del Poble Andalús en el Bloc Andalús d'Esquerres) posteriorment avortades; impossibilitat de crear una coalició electoral amb partits nacionalistes gallecs en les últimes eleccions, etc.
A les eleccions municipals de 2007 va obtenir 16 regidors, principalment a través de la seua participació en la Unitat Popular Andalusa. A les eleccions generals de març de 2008 el PCPE va obtenir 19.141 vots (0,08%), una petita millora faç a les anteriors eleccions generals (en els que havia aconseguit 12.979 vots). Va collir els seus millors resultats en les circumscripcions d'Álava, Barcelona, Cadis, Astúries, Canàries, Cantàbria, Tarragona i Biscaia.
En els següents anys el PCPE ha augmentat les seues relacions internacionals amb diferents partits i organitzacions comunistes i progressistes del món i especialment d'Europa, on ha participat de la Festa Avant 2008 del PCP portugués amb una edició íntegrament en portugués del seu òrgan d'expressió, Unidad y Lucha, així com la participació en el 90 aniversari del KKE i el 40 de la KNE grecs. També ha participat durant 2008 en els congressos de diferents partits comunistes i sindicats a l'Índia a través del responsable de relacions internacionals, Quim Boix.
Després de diversos processos d'unitat, que van culminar amb la integració del Partit Revolucionari dels Comunistes Canaris (PRCC) al febrer de 2012, Unió Proletària (UP) al setembre de 2011, i una escissió de la UJCE madrilenya anomenada Unió de Joves Comunistes-Madrid (UJC-M) a la fi de 2012, es van produir sengles escissions de militants provinents d'UP i UJC-M, així com unes altres a Catalunya i Castella-la Manxa, disconformes amb el desenvolupament del Partit.

### Escissió
A l'abril de 2017, després de la sessió del V Ple del Comitè Central, disputes internes van provocar la divisió del partit. Una part del Comitè Central va proclamar a Ástor García com a nou secretari general del PCPE, en substitució del veterà Carmelo Suárez (en el càrrec des de 2002) qui al seu torn va ser recolzat en el seu càrrec per la majoria del Comitè Central. El grup partidari d'Ástor va crear una nova pàgina web on també apareixien llavors les sigles del PCPE, explicant aquest nomenament, mentre que en la web de l'altre sector es va denunciar el nomenament de García com un "acte fraccional".
Durant aquest temps en què tots dos sectors reivindicaven la seva legitimitat sobre les sigles del PCPE, a nivell internacional, tots dos sectors van mantenir trobades amb altres partits comunistes i van participar en activitats internacionals. La representació però de l'anomenada Iniciativa de Partits Comunistes i Obrers la va mantenir el sector d'Ástor García, mentre que en la Trobada Internacional de Partits Comunistes i Obrers van participar tots dos sectors, col·laborant el sector de Carmelo Suárez en el Grup de Treball encarregat de coordinar les trobades, en la reunió que va sostenir els dies 21 i 22 d'abril de 2017.
A nivell intern la direcció dels Col·lectius de Joves Comunistes (CJC), les joventuts del Partit, va donar el seu suport a Ástor García, pel que el sector de Carmelo Suárez va haver de convocar el 13 de maig a Madrid una reunió per a reorganitzar a la part dels CJC que va mantenir-se fidel, constituint-se sota el nom de "Joventut del PCPE". Quant a la presència en els diferents territoris de l'Estat va haver-hi pronunciaments i comunicats tant de militants com d'organitzacions territorials en un i altre sentit. Mitjançant la convocatòria d'una Conferència Central, el sector de García va celebrar un XI Congrés Extraordinari que va ser celebrat al novembre de 2017 sota el lema "Per un país per a la classe obrera, enfortim el PCPE".
Finalment, el 3 de març de 2019 es resol per la via legal la duplicitat de sigles. El sector encapçalat per Ástor García adopta un nou nom, Partit Comunista dels Treballadors d'Espanya (PCTE), segons la previsió disposada en el seu XI Congrés Extraordinari, mantenint als Col·lectius de Joves Comunistes (CJC) com la seva organització juvenil. Per altra banda, la vinculada al PCPE realitza el 14 d'abril de 2017 la seva I Conferència a Vallecas (Madrid). En ella s'adopta un nou logotip i la denominació de Joventut Comunista dels Pobles d'Espanya (JCPE). Fins llavors havien utilitzat el nom de “Joventut del Partit Comunista dels Pobles d'Espanya” (J-PCPE).

## Resultats electorals

### Congrés dels Diputats
| Any      | Vots    | %    | Diputats | Notes                                            |
| -------- | ------- | ---- | -------- | ------------------------------------------------ |
| 1986     | 935.504 | 4,63 | 1 / 350  | Ignacio Gallego, dins de la coalició d'IU.       |
| 1989     | 62.664  | 0,31 | 0 / 350  |                                                  |
| 1993     | 10.233  | 0,04 | 0 / 350  | Trencament PCPE - PCC, que decideix entrar a IC. |
| 1996     | 14.513  | 0,06 | 0 / 350  |                                                  |
| 2000     | 12.898  | 0,06 | 0 / 350  |                                                  |
| 2004     | 12.979  | 0,05 | 0 / 350  |                                                  |
| 2008     | 20.030  | 0,08 | 0 / 350  |                                                  |
| 2011     | 26.436  | 0,10 | 0 / 350  |                                                  |
| 2015     | 30.897  | 0,12 | 0 / 350  |                                                  |
| 2016     | 26.553  | 0,11 | 0 / 350  |                                                  |
| abr 2019 | 8.991   | 0,03 | 0 / 350  |                                                  |
| nov 2019 | 13.828  | 0,06 | 0 / 350  |                                                  |
| 2023     | -       | -    | 0 / 350  | Demanen el vot nul.                              |

### Parlament Europeu
| Any  | Vots   | %    | Escons |
| ---- | ------ | ---- | ------ |
| 1989 | 79.970 | 0,50 | 0 / 60 |
| 1994 | 29.692 | 0,16 | 0 / 64 |
| 1999 | 26.189 | 0,12 | 0 / 64 |
| 2004 | 4.281  | 0,03 | 0 / 54 |
| 2009 | 15.221 | 0,10 | 0 / 54 |
| 2014 | 29.324 | 0,18 | 0 / 54 |
| 2019 | 29.259 | 0,13 | 0 / 54 |

### Municipals
Amb dades parcialment incomplertes.
| Any  | Vots                                   | %    | Regidors    |
| ---- | -------------------------------------- | ---- | ----------- |
| 1991 | 6.488                                  | 0,03 | 17 / 66.308 |
| 1995 | 4.633                                  | 0,02 | 7 / 65.869  |
| 1999 | 2.045                                  | 0,01 | 2 / 65.201  |
| 2003 |                                        |      | 0 / 65.510  |
| 2007 | 21.634 (més 4.317 en coalició a Aragó) | -    | 16 / 66.131 |
| 2011 |                                        |      | 6 / 68.230  |
| 2015 | 16.844                                 | 0,07 | 8 / 67.611  |
| 2019 |                                        |      | 0 / 67.515  |
| 2023 |                                        |      | 0 / 67.031  |

## Secretaris generals
| Període   | Secretari general      |
| --------- | ---------------------- |
| 1984-1988 | Ignacio Gallego        |
| 1988-2002 | Juan Ramos Camarero    |
| 2002-2020 | Carmelo Suárez Cabrera |
| Des 2020  | Julio Díaz             |

## Personalitats destacades
- Antonio Gades, ballarí i membre de la direcció fins a la seva mort
- Juana Doña. Dirigent comunista, miliciana i guerrillera.
- Quim Boix. Sindicalista, membre destacat de la direcció i RRII.

- Pepa Flores. Cantant i actriu.
- Fernando Sagaseta, advocat i polític canari, membre del Comitè Central i del Comitè Executiu del PCPE.
- Agustín Millares Sall, poeta canari, militant uns anys del PCPE.
- Francisco García Salve, conegut com a Paco el Cura, sacerdot i sindicalista expulsat del PCE en 1981, membre del Comitè Central del PCPE.
- Alejandro Cao de Benós, representant de Corea del Nord, va ser membre de les CJC a principis dels 90.
- Alexis Castillo, militar conegut per morir a la Guerra d'Ucraïna en el bàndol rus, va militar en les CJC i el PCPE.